# Doliocarpus prancei
Doliocarpus prancei är en tvåhjärtbladig växtart som beskrevs av Kubitzki. Doliocarpus prancei ingår i släktet Doliocarpus och familjen Dilleniaceae. Inga underarter finns listade i Catalogue of Life.